# Aconodes affinis
Aconodes affinis är en skalbaggsart som först beskrevs av Stefan von Breuning 1940.  Aconodes affinis ingår i släktet Aconodes och familjen långhorningar. Inga underarter finns listade i Catalogue of Life.